# Bernard de Senaux
Bernard ou Bertrand de Senaux, né vers 1646 à Toulouse et mort le 30 avril 1709 à Autun, est un évêque français du XVIIIe siècle.

## Biographie
Bernard de Senaux est un cousin de Gabriel de Roquette, évêque d'Autun. Il est fils de Bertrand de Senaux, conseiller au Parlement de Toulouse, et de Marie d'Assezat.
Il est prieur de Charlieu, chanoine et  chantre de l'église cathédrale d'Autun. Il est aussi pendant 30 ans vicaire général de l'évêque d'Autun son cousin, Gabriel de Roquette. Il participe à l'Assemblée du clergé de 1682.
Le roi le nomme le 3 juin 1702 à l'évêché de Saintes et le 4 août suivant évêque d'Autun.